# Kim Yu-bin
Đây là một tên người Triều Tiên, họ là Kim.
Kim Yu-bin (Hangul:김유빈) thường được biết đến với nghệ danh Yubin, là một nữ ca sĩ, nhạc sĩ và diễn viên người Hàn Quốc. Cô là gương mặt đại diện của nhóm nhạc nữ Wonder Girls do JYP Entertainment thành lập và quản lý.

## Tiểu sử
Yubin sinh ngày 4 tháng 10 năm 1988 tại  Gwangju, Hàn Quốc. Cô từng theo học Trường tiểu học JungAm và Trung học Anyang trước khi chuyển đến San Jose, California, nơi cô theo học trường trung học Leland. Cô hiện theo học tại trường Đại học Myongji. Cô thông thạo tiếng Hàn và tiếng Anh.

## Sự nghiệp

### Trước khi ra mắt
Yubin từng nằm trong dự án nhóm nhạc Five Girls do Good Entertainment quản lý cùng với G.NA, Uee (After School), Hyoseong (Secret) và Yang Jiwon (Spica). Tuy nhiên, nhóm tan rã ngay trước khi ra mắt dự kiến của họ trong năm 2007 do khó khăn tài chính của Good Entertainment. Các thành viên chuyển sang công ty khác.

### Thành viên Wonder Girls
Ngày 7 tháng 9 năm 2007, Yubin ra mắt chính thức với tư cách là một thành viên Wonder Girls. Cô đảm nhiệm vai trò Rap chính và gương mặt đại diện thay cho HyunA.
Mặc dù Yubin được biết đến nhiều nhất như chỉ là rapper của nhóm, cô thỉnh thoảng cũng hoạt động như một ca sĩ bổ sung vào nhóm, ví dụ trong đó bao gồm "This Time" và "Wishing on a Star". Ngoài biểu diễn cùng Wonder Girls, cô cũng đã được đặc trưng trong một số đoạn video âm nhạc bao gồm labelmate 02:00 'video của âm nhạc đầu tay, "10 Jeom Manjeome 10 Jeom" và Shinhwa ' s "Once in a Time Life". Ngoài ra, cô cũng đã từng xuất hiện trên single nghệ sĩ khác nhau, như Shinhwa Andy Lee, Lee Min-woo, Kim Bum-soo, và Chun G. Nó cũng đã được tiết lộ rằng Yubin là quan tâm đến việc viết lời bài hát của riêng mình mà cô có thể giới thiệu lần đầu tiên trong bài hát của Kim Bum-soo "Do you know that?". Kể từ đó, cô cũng đã viết rap của riêng mình trên một số bài hát khác, cô đã đặc trưng trong và gần đây nhất, nó đã được tiết lộ rằng cô đã viết lời cho ca khúc "Girls Girls",  "Me, In" và "Sweet Dreams" tắt Wonder girls 'album phòng thu thứ hai Wonder World năm 2011. Yubin đã viết ca khúc "Hey Boy" cho Wonder girls' mini album Wonder Party phát hành vào ngày 03 Tháng Sáu 2012.

### Hoạt động solo

#### Diễn viên
Yubin cũng đã thực hiện một vai ngắn trong sitcom nổi tiếng của đài MBC, "Here He Comes". Cô thể hiện lần đầu diễn xuất của cô qua bộ phim mới của OCN, Virus, nơi cô đóng vai Lee Joo-yeong, một hacker thiên tài và một chuyên gia IT.

#### Chương trình truyền hình
Vào ngày 17 tháng 8 năm 2015, nó đã được xác nhận rằng Yubin sẽ tham gia Unpretty Rapstar mùa thứ hai 's. Nó là một chương trình thi âm nhạc của Hàn Quốc tập trung vào các rapper nữ. Trong suốt mùa giải này, cô làm cho rất nhiều tác động đến nhiều fan hâm mộ của nữ tên là "Girl Crush", Vì vậy, trang điểm và kiểu tóc của cô được thực hiện vấn đề ở Hàn Quốc.

#### Debut với vai trò Ca sĩ Solo
Kể từ khi Wonder Girls tan rã, chỉ còn lại hai thành viên Yubin và Hyelim kí tiếp hợp đồng với JYP Entertainment. Và mới đây, vào ngày 31 tháng 5, JYP đã đăng lên trang mạng xã hội hình ảnh về Yubin trong một phong cách hoài cổ như đang trong thập niên 80s cùng với thông tin về màn debut solo của Yubin được ấn định ra mắt trực tuyến vào ngày 5 tháng 6 năm 2018 lúc 6 giờ chiều theo giờ Hàn Quốc. Album mang tên City Woman gồm bài hát chủ đề là Lady sản xuất bởi DR.Jo cùng với bài hát cùng tên với album. Vào các ngày tiếp theo, JYP đăng thêm các video tiết lộ về vũ đạo, lời bài hát, MV Teaser,...Tới ngày 5 tháng 6, MV đã được ra lò. Tuy màn debut của Yubin rất được mong sẽ đạt các thành tích tốt, nhưng views Youtube tới hiện tại chỉ mới hơn 1 triệu lượt xem. Trên các bảng xếp hạng cũng không tốt mấy, cụ thể là khi vừa ra mắt, Lady xếp hạng 63 trên MelOn, dường như BXH đạt hạng cao nhất là trên trang âm nhạc Bugs với hạng là hạng 7, bởi do Bugs vốn là trang âm nhạc có lượng stream bởi đàn ông nhiều nhất nên Yubin dễ dàng chiếm được cảm tình của gánh đàn ông bởi giai điệu bắt tai, sống động, hoài niệm như trở về hồi xưa vậy.
27/11/2018 Yubin trở lại với ca khúc Thank U Soooo Much, ca khúc vẫn mang một màu sắc Retro nào đó nhưng đã thể hiện đúng cá tính của Yubin. Giai điệu bắt tai của ca khúc nhanh chóng gây nghiện người nghe. MV cũng nhanh chóng cán mốc 2,5 triệu lượt xem trên Youtube